# Dan Potthast

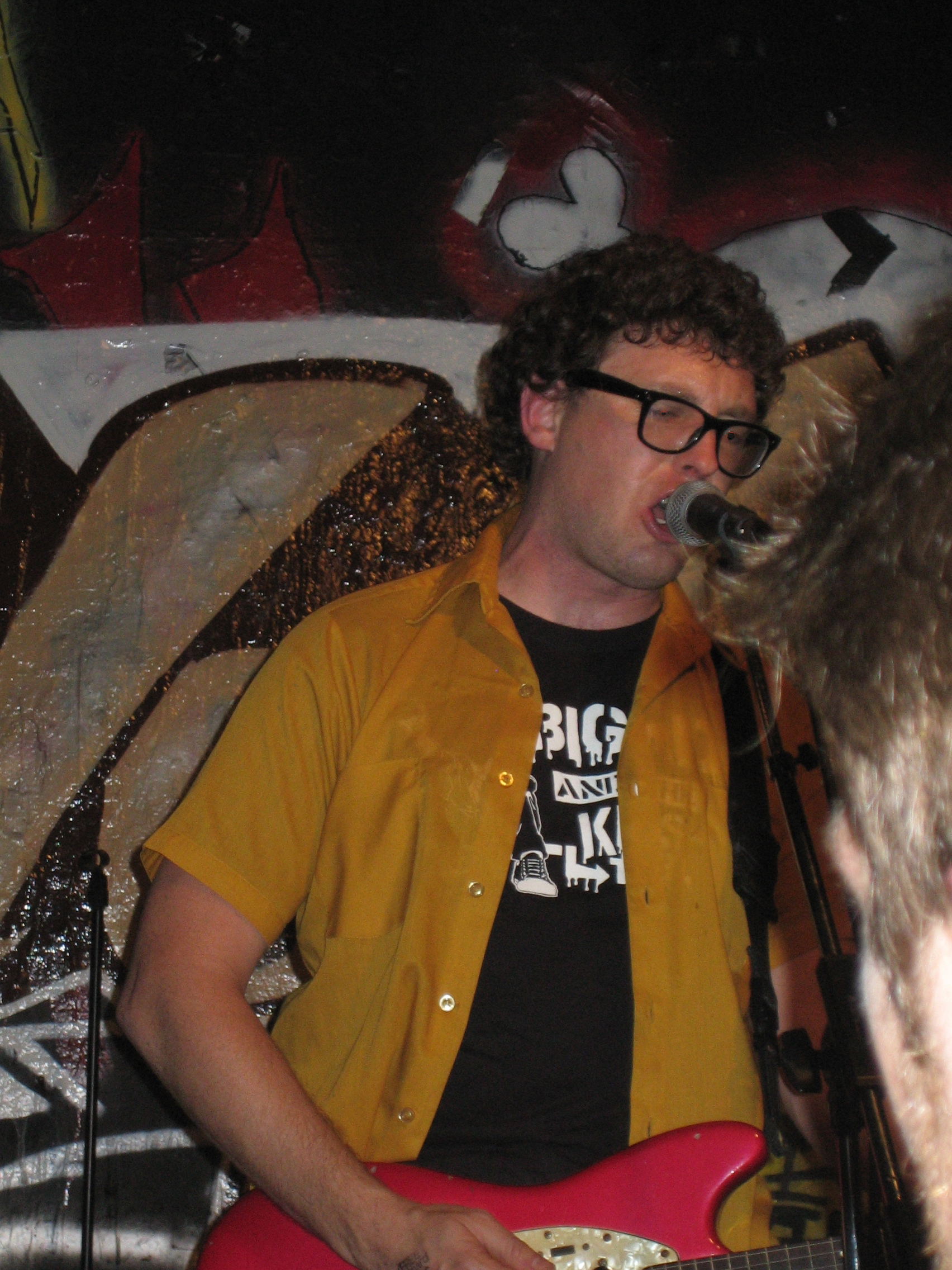
Dan Potthast

Dan Potthast (* 1972 in St. Louis, USA) ist ein US-amerikanischer Sänger.

## Leben
Potthast ist der Sänger der 1988 gegründeten Ska-Punk-Rock-Band MU330. Mit dieser spielte er über 1800 Konzerte auf der ganzen Welt, unter anderem in Amerika, Kanada, Hawaii, Europa, Russland, Japan und sogar Korea.
1999 entschloss er sich auf den Spuren von Chris Murray, unter dem Label Asian Man Records, ein Soloalbum mit dem Titel Eyeballs zu veröffentlichen. Dieses Album besticht durch seine Einfachheit mit dem Umgang von akustischen Gitarrenklängen und Dans kräftiger Stimme.
2002 erschien das zweite Album Sweets and Meets mit Unterstützung von Lance Reynold und James Rickmann. Auch dieses Album glänzt durch die spezielle Gesangsstimme und bietet neben Electronic-Rock auch Ska-Elemente.
Zudem produzierte Dan Potthast den Soundtrack zum Film „Doppelpack“ von Matthias Lehmann.
Ein drittes Album ist in Arbeit.

## Diskografie
- 1999: Eyeballs (Asian Man Records)
- 2002: Sweets and Meets (Asian Man Records)